# Neuontobotrys robusta
Neuontobotrys robusta är en korsblommig växtart som först beskrevs av Robert Hippolyte Chodat och Ernst Wilczek, och fick sitt nu gällande namn av Al-shehbaz. Neuontobotrys robusta ingår i släktet Neuontobotrys och familjen korsblommiga växter. Inga underarter finns listade i Catalogue of Life.